# Malling
Malling er en by i Østjylland med 6.194 indbyggere (2020)  beliggende knap 13 kilometer fra Aarhus C. Den ligger i den sydligste udkant af Aarhus Kommune og hører dermed til Region Midtjylland. Malling voksede i løbet af 2012 sammen med Beder til én by Beder-Malling (9.228 indbyggere, 2023) jf. Danmarks Statistiks opgørelsesmetode.
Malling by har særligt siden 2015 vokset markant mod syd. Det blev i 2015 besluttet at etablere en rundkørsel på Oddervej ved Malling Syd. I umiddelbar forlængelse heraf blev der etableret en større Netto butik i tilknytning til rundkørslen samt de nybyggerområder der var under etablering. Fra 2015-2020 er der blevet opført mange nye boliger i Malling syd, hvor op mod 800 nye boliger er blevet opført. Seneste udvidelse, Serinedalen, er påbegyndt gennem 2019, og her bliver et stort nyt område, med bevaring af de naturskønne arealer, etableret. Serinedalen bliver et varieret område med en blanding af villagrunde, rækkehuse og etageboliger samt storparceller udlagt til daginstitution og botilbud.
Der er formodningen at der vil ske fortsat udvidelse af området mod Syd gennem de kommende år.

## Kirken
"Malling" hed i 1245 Malend (af oldnordisk mol = "banke af småsten" + endelsen -und = "som er forsynet med"). Ordet betyder altså "stedet med stenet bakke", hvilket også kendetegner byen og dens jorde. Den er nemlig centreret omkring en bakke, hvorpå den befæstede kirke, Malling Kirke, ligger. Muren er i dag tilnærmelsesvis bevaret, og vidner om en meget stærk befæstelse omkring kirken. Den nuværende kirke er opført i 1200-tallet og ligger den dag i dag centralt placeret i byen.

## Historie
Malling landsby bestod i 1682 af 13 gårde, 5 huse med jord og 4 huse uden jord. Det samlede dyrkede areal udgjorde 530,4 tønder land skyldsat til 84,54 tønder hartkorn. Dyrkningsformen var tovangsbrug (to vange med rottationen 4/4 + 1 sås årligt).
I 1879 beskrives byen således: "Malling med Kirke og Skole, tæt ved Byen en Veirmølle".
Omkring århundredeskiftet blev byen beskrevet således: "Malling (1245: Malend, 1470: Malingh), ved Landevejen, med Kirke, Skole, teknisk Skole (opr. 1897), Landbrugsskole (opr. 1889), Fattiggaard (opr. 1872, Plads for 40 Lemmer), Lægebolig, Andelsmejeri, Dampmølle (Aktieselsk.), Savværk, Kro, Jærnbane-, Telegraf- og Telefonst. samt Postekspedition".
Malling stationsby havde 640 indbyggere i 1906, 672 i 1911, 660 i 1916.
Malling stationsby havde 703 indbyggere i 1921, 666 i 1925, 745 i 1930, 745 i 1935, 725 i 1940. I 1930 var erhvervsfordelingen følgende: 74 levede af landbrug, 307 af håndværk og industri, 71 af handel og omsætning, 47 af transport, 108 af immateriel virksomhed, 69 af husgerning, 67 var ude af erhverv og 4 havde ikke oplyst indkomstgrundlag.
Efter 2. verdenskrig udviklede Malling sig efterhånden til en satellitby til Aarhus. Malling havde 718 indbyggere i 1945, 860 i 1950, 896 i 1955, 955 i 1960 og 1.287 indbyggere i 1965. I 1965 var erhvervsfordelingen følgende: 54 levede af landbrug, 368 af industri og håndværk, 118 af bygge- og anlægsvirksomhed, 154 af handel og omsætning, 130 af transport, 214 af administration og liberale erhverv, 36 af andre serviceeerhverv, 192 af formue eller understøttelse og 21 havde ikke oplyst indkomstkilde. I 1962 blev der udarbejdet en dispositionsplan for Malling by. Den forudsatte, at der skulle ske en industriudvikling vest for landevejen til Aarhus i byens nordvestlige del, mens boligudviklingen skulle ske mod øst og syd.

## Engene nord for byen
Byjordene har fra gammel tid været adskilt fra Beders jorde af et stort moseområde. Det er nu delvist drænet, men afvandes stadig af vandløbet "Hovedgrøften", der har sit udløb i Giber Å nord for Beder. Midt i mosen og lidt sydøst for den lille skov, "Egelund", er der udgravet et stort overløbsreservoir for regnvand. Her har svømmefugle fundet et kærkomment raste- og ynglested.

## Byen i dag
Tilhørsforholdene til de omkringliggende landsbyer er tydelige, og Malling har domineret den nærliggende nabolandsby Beder, der dog inden for de seneste 50 år har overhalet Malling rent befolkningsmæssigt. Selv om mange forretninger er ændret til privatboliger, er Mallings oprindelige bymidte bevaret, og den gamle hovedvej, Bredgade, løber stadig som en central og betydningsfuld transportåre gennem byen.
Malling Bio er en af de få lokalbiografer, der stadig bruges efter deres oprindelige formål. Gennem indsamlede midler og ved et betydningsfuldt bidrag fra Sallingfondene er biografen i dag (2015) fuldt digitaliseret og kan vise de nyeste film.
Odder-Grenåbanen, der forbinder Odder med Aarhus og Grenå, har station i Malling, og det har medført, at Malling har et betydeligt handels- industriområde. Ved stationen er byens handelsliv centreret, hvor der er etableret Apotek, supermarkeder, Vin og specialiteter, Blomsterforhandler samt genbrugsforretning.
Langs hovedgaden findes desuden både tankstation og automekaniker.
I 2012 åbnede Efterskolen for Scenekunst i Malling. Bygningerne havde tidligere huset Malling landbrugsskole. Efterskolen har siden åbningen indviet en stor teater og koncert sal,  hvor der afholdes offentlige forestillinger hvert år.
Byen har de seneste år oplevet en markant stigning i huspriserne, og der er omfattende nybyggerier.
Malling blev i 1992 sat på danmarkskortet, da Jacob Haugaard sendte tv-udsendelser fra vandtårnet i sin have.

## Venskabsbyer
- Cavriglia, Italien (siden 2010)

## Berømte mallingensere
- Kaare Norge (musiker).
- Kim Andersen (sportsdirektør).
- Jacob Haugaard (entertainer).
- Steen Bostrup (nyhedsoplæser/radiovært).
- Susanne Nielsson (svømmer)